# Pseudocyphellaria faveolata
Pseudocyphellaria faveolata är en lavart som först beskrevs av Dominique François Delise och fick sitt nu gällande namn av Malme. 
Pseudocyphellaria faveolata ingår i släktet Pseudocyphellaria och familjen Lobariaceae.   Inga underarter finns listade i Catalogue of Life.